# Aedes leesoni
Aedes leesoni är en tvåvingeart som beskrevs av Edwards 1932. Aedes leesoni ingår i släktet Aedes och familjen stickmyggor. Inga underarter finns listade i Catalogue of Life.